# Karl Ludwig Michelet
Karl Ludwig Michelet, född den 4 december 1801 i Berlin, död där den 15 december 1893, var en tysk filosof.
Michelet var en av Hegels trognaste lärjungar och utgav en mängd filosofiska skrifter. Till svenska översattes "Den nyaste tyska philosophiens utvecklingshistoria" (1844). Ett par av Michelets skrifter utgavs på franska och bidrog därigenom att göra hegelianismen känd i Frankrike.
Från 1829 var han professor i Berlin. Michelet stiftade det filosofiska samfundet i Berlin och redigerade dess tidskrift "Der Gedanke" (1860–1873). Han utgav Wahrheit aus meinem Leben (1885).
Michelet räknas till centrumhegelianerna, vilka sökte en försoning mellan vänster- och högerhegelianerna.